# Samguk Yusa

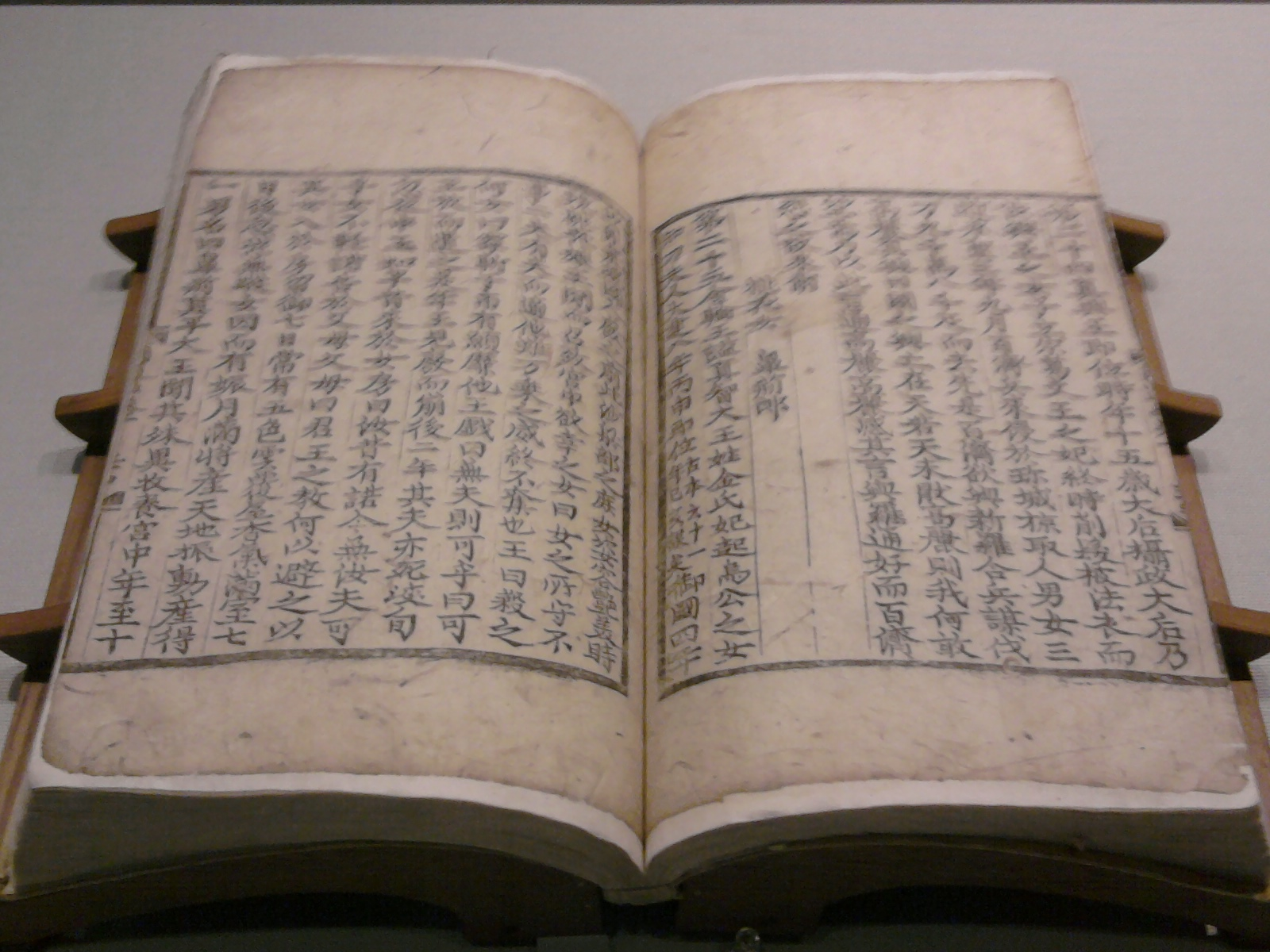
Samguk Yusa
Hangul — 삼국유사
Hanja — 三國遺事

Samguk Yusa o la Memorabilia de los Tres Reinos es una colección de leyendas, cuentos y relatos históricos relacionados con los Tres Reinos de Corea (Goguryeo, Baekje y Silla), así como a otros períodos y estados antes, durante y después del período de los Tres Reinos.

Los Reinos

El texto fue escrito en Hanja. Compilado, al menos en parte, por el monje budista Il-Yeon (1206 - 1289), un siglo después del Samguk Sagi.
A diferencia de la orientada más a los hechos Samguk Sagi, el Samguk Yusa se centra en varios cuentos populares, leyendas y biografías de la historia de Corea antes de tiempo. Muchas de las leyendas fundacionales de los diversos reinos de la historia de Corea se registran en el libro. Iryeon cubre leyendas de muchos reinos Coreanos, incluyendo Gojoseon, Joseon, Reino de Buyeo, Goguryeo, Baekje, Silla, y Confederación Gaya.
Este es el registro más antiguo existente de la leyenda Dangun, que registra la fundación de Gojoseon como la primera nación Coreana.

## Autoría y fecha
El texto fue escrito en chino clásico, idioma que fue utilizado por los coreanos alfabetizados en el momento de su composición. La primera versión del texto se cree que se han compilado en la década de 1280, y la publicación más antigua existente del texto es de 1512.
Los eruditos coreanos del siglo XX como Choe Nam-seon establecieron que fue el monje budista Il-yeon (1206-1289) el principal compilador del texto, sobre la base de que su nombre (y título oficial completo) fue indicado en el quinto fascículo. Esta opinión es ampliamente aceptada entre los eruditos modernos. Se cree que la compilación fue ampliada por discípulos de Il-yeon (1250-1322) y varios otros antes de la recensión definitiva 1512.